# 度会好一
度会 好一（わたらい よしいち、1938年5月2日 - ）は日本の英文学者。本名度會好一。東京生まれ。法政大学名誉教授。東京外国語大学英米語学科卒業。東京大学大学院修士課程修了。
1963年都立大森高校教諭、1967年成蹊大学文学部英米文学科専任講師、1984年同教授、1993年より法政大学第一教養部教授、後に国際文化学部教授（2009年3月退職）。1992年から1998年まで日本英文学会大会準備委員、編集委員。
従来の英文学研究の枠を超えた、視野の広い文化研究・歴史研究にまたがる一般書・研究書で知られる。
小池真理子は成蹊大学時代の教え子（ゼミ生）にあたる。

## 主要著書
- 『世紀末の知の風景――ダーウィンからロレンスまで』（南雲堂 1992）
- 『ラヴ・レター――性愛と結婚の文化を読む』（南雲堂 1994）
- 『ヴィクトリア朝の性と結婚』（中公新書 1996）
- 『魔女幻想――呪術から読み解くヨーロッパ』（中公新書 1999）
- 『明治の精神異説――神経病・神経衰弱・神がかり』（岩波書店 2003）
- 『ユダヤ人とイギリス帝国』（岩波書店 2007）
- 『ヨーロッパの覇権とユダヤ人』（法政大学出版局 2010）
- 『女王陛下の時代』（分担執筆　研究社 1996）
- 『ヴィクトリア女王』（分担執筆 ミネルヴァ書房　2005）